# Nalhati
Nalhati (bengalisch নলহাটি Nalhāṭi) ist eine Stadt im indischen Bundesstaat Westbengalen.
Die Stadt ist Teil des Distrikts Birbhum. Nalhati hat den Status einer Municipality. Die Stadt ist in 16 Wards gegliedert. Sie hatte am Stichtag der Volkszählung 2011 41.534 Einwohner, von denen 21.275 Männer und 20.259 Frauen waren. Muslime bilden mit einem Anteil von ca. 54 % die Mehrheit der Bevölkerung in der Stadt. Hindus bilden mit einem Anteil von ca. 45 % eine Minderheit. Die Alphabetisierungsrate lag 2011 bei 80,9 % und damit leicht über dem nationalen Durchschnitt.